# Miss Tokelau Tierra
El Miss Tokelau Tierra, es un concurso de belleza en Tokelau, cuya finalidad es escoger y preparar la representante de estas islas de Oceanía para el Miss Tierra.
Actualmente este país está ausente de la competencia internacional. Su primera y única participación fue en el Miss Tierra 2005. Manteniéndose ausente hasta la actualidad.

## Tokelau en Miss Tierra
La siguiente lista muestra todas las candidatas que han sido coronadas como Miss Tokelau Tierra. Y por tanto, que han participado en el Miss Tierra. La primera reina de las islas fue Landy Tyrell, Miss Tokelau Tierra 2005. Hasta la fecha, es la única Miss Tokelau Tierra de la historia.
Color Clave
- Ganadora
- Finalista
- Semifinalista

| Año                                  | Miss Tierra Tokelau | Posición     | Premios especiales |
| ------------------------------------ | ------------------- | ------------ | ------------------ |
| 2005                                 | Landy Tyrell        | No clasificó |                    |
| No participó en los años 2006 y 2017 |                     |              |                    |
| 2018                                 | Moiana Kelaugh      | No participó |                    |